# Qazvin
Qazvin (eller Ghazvin, persisk: قزوین) er en by i det nordvestlige Iran, med et indbyggertal på 381.598 (2011). Byen er hovedstad i Qazvin-provinsen, og der findes her adskillige bygninger fra Perserrigets tid.